# Emsflower
Emsflower GmbH is een tuinbouwbedrijf in de Duitse plaats Emsbüren. Het bedrijf werd opgericht in 2004 en is het grootste tuinbouwbedrijf van Europa en marktleider in Europa qua totale oppervlakte kasbeglazing (785.000 m²).

## Bedrijfsgeschiedenis

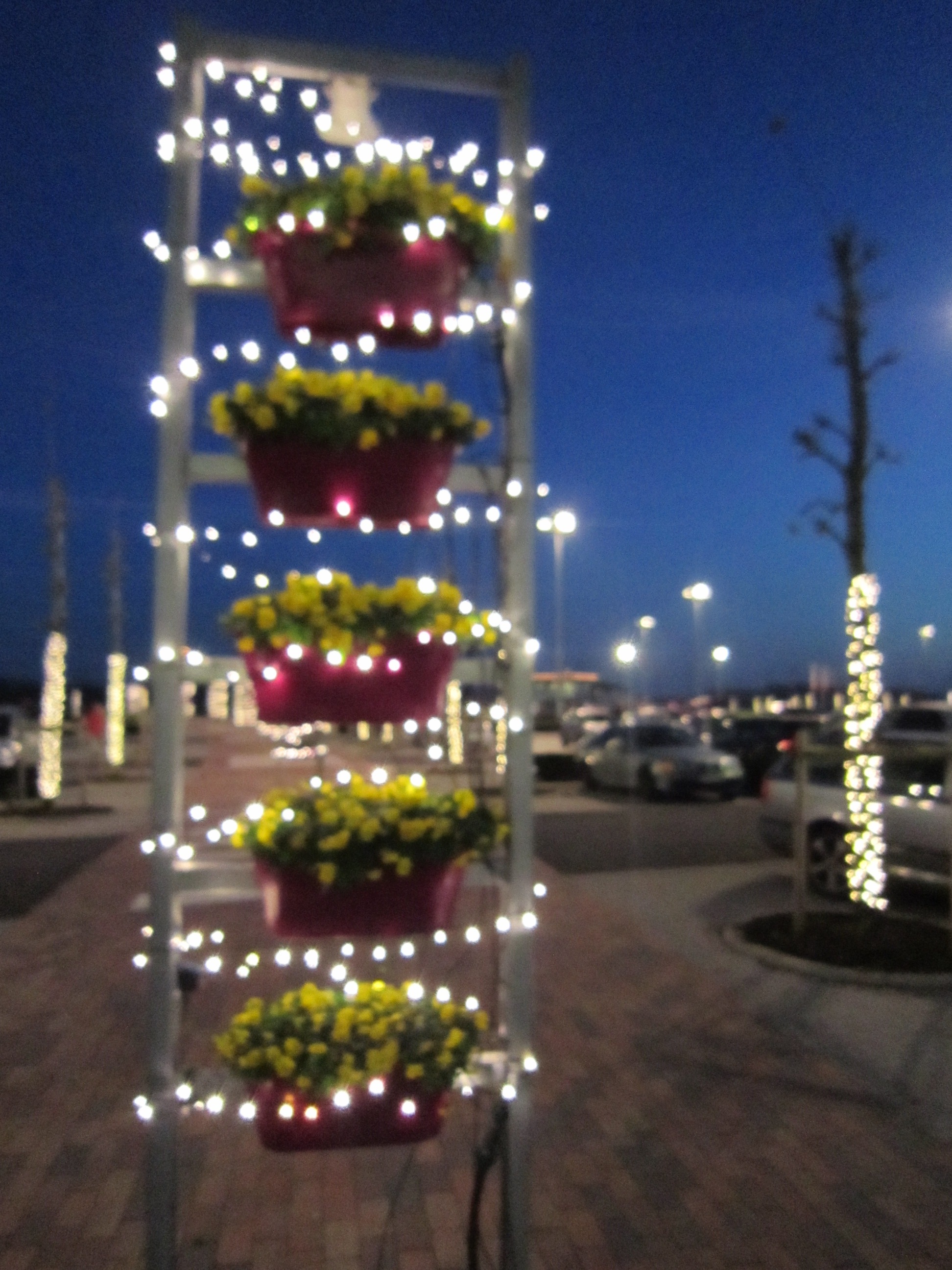
tuincentrum

Het bedrijf is voortgekomen uit kwekerij Kuipers, dat in 1954 in De Lutte opgericht werd door Jan Kuipers. In 1962 bouwde hij de eerste kassen. Zijn zoon Bennie is sinds 1977 actief in het bedrijf. Onder zijn leiding werd het bedrijf flink uitgebreid met vestigingen in Klazienaveen (1985), Denekamp (1986), Fretzdorf (1998) en ten slotte in Emsbüren (2004). Vanwege de internationale uitbreidingen liet het bedrijf de vorige naam Kwekerij Kuipers BV vallen en nam de huidige naam Emsflower aan. In 2013 werd een locatie in Erica toegevoegd. Een kweekfaciliteit bevindt zich in Moshi ( Tanzania, aan de voet van de Kilimanjaro ). De dagelijkse leiding is in handen van Bart en Tom Kuipers.

## Locaties
Het terrein in Fretzdorf beslaat circa 8-10 hectare. De grootste locatie, Emsbüren, beschikt over 100 hectare grond, waarvan sinds februari 2012 ongeveer 38 hectare met kassen wordt bebouwd.  Jaarlijks worden daar ruim 500 miljoen perk- en potplanten geproduceerd, waarbij de nadruk ligt op perk- en balkonplanten in trays van 10 stuks voor groothandelskortingkopers ( tuincentra, bouwmarkten en supermarktketens) in heel Europa. In het hoogseizoen verlaten in het weekend tot wel 300 vrachtwagens het bedrijfsterrein, dat direct aan het knooppunt A30 / A31 ligt. Energie voor dit alles wordt door middel van eigen zonnepanelen op lokatie opgewekt.
In 2018 verkocht Kuipers de laatste hectare aan kassen die nog in Twente aanwezig waren aan collega-tuincentrum Oosterik.
In 2020 liet Kuipers een hotel bouwen dat plaats geeft aan 300 seizoensarbeiders.

## Producten en dienstenaanbod
Naast een eigen logistiek centrum omvat het complex sinds maart 2006 het plantenavonturenpark "Emsflower Adventure World". In april 2014 werd in de directe omgeving van de kassen een tuinwinkelcentrum van 82.000 m² geopend. 

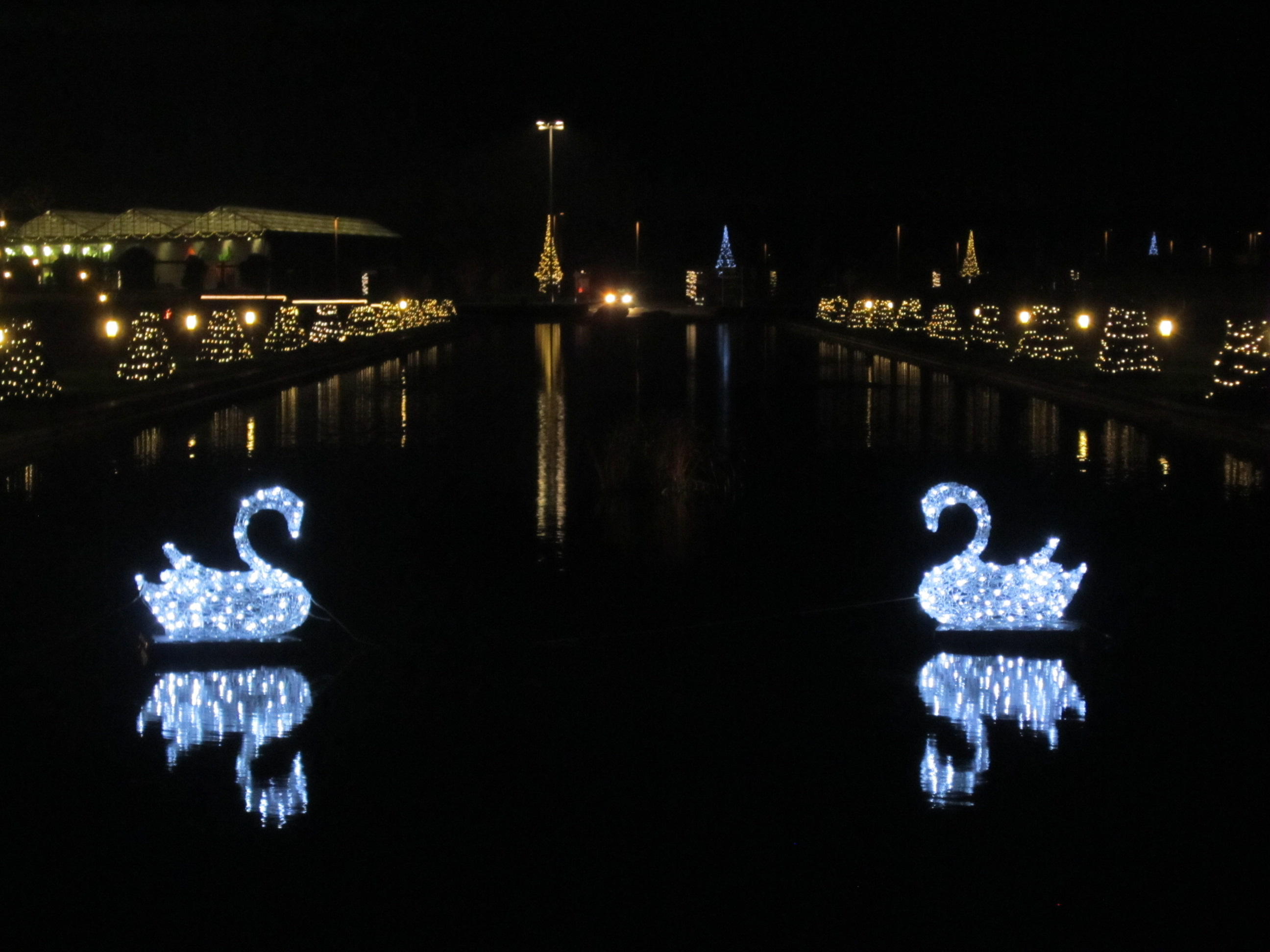
Vijver tussen tuincentrum en Emsflower

Ter vergelijking: de grootste Duitse tuinbouwbedrijven tot nu toe: het tuinbouwhoofdkwartier in Papenburg heeft een jaarlijkse productiecapaciteit van 55 miljoen sierplanten, het Nordwest-Blumen in Wiesmoor, dat tot Landgard behoort, verkoopt jaarlijks ongeveer 38 miljoen planten en kwekerij Wiesmoor - het grootste tot nu toe met 8,5 hectare Duits potplantenbedrijf – 4,5 miljoen stuks. Emsflower is ongeveer acht keer groter dan de grootste Duitse potplantenkwekerij tot nu toe en vergroot het totale productieoppervlak in het traditionele tuinbouwbolwerk Weser-Ems met 50%.